# Eurysaces gravmonument

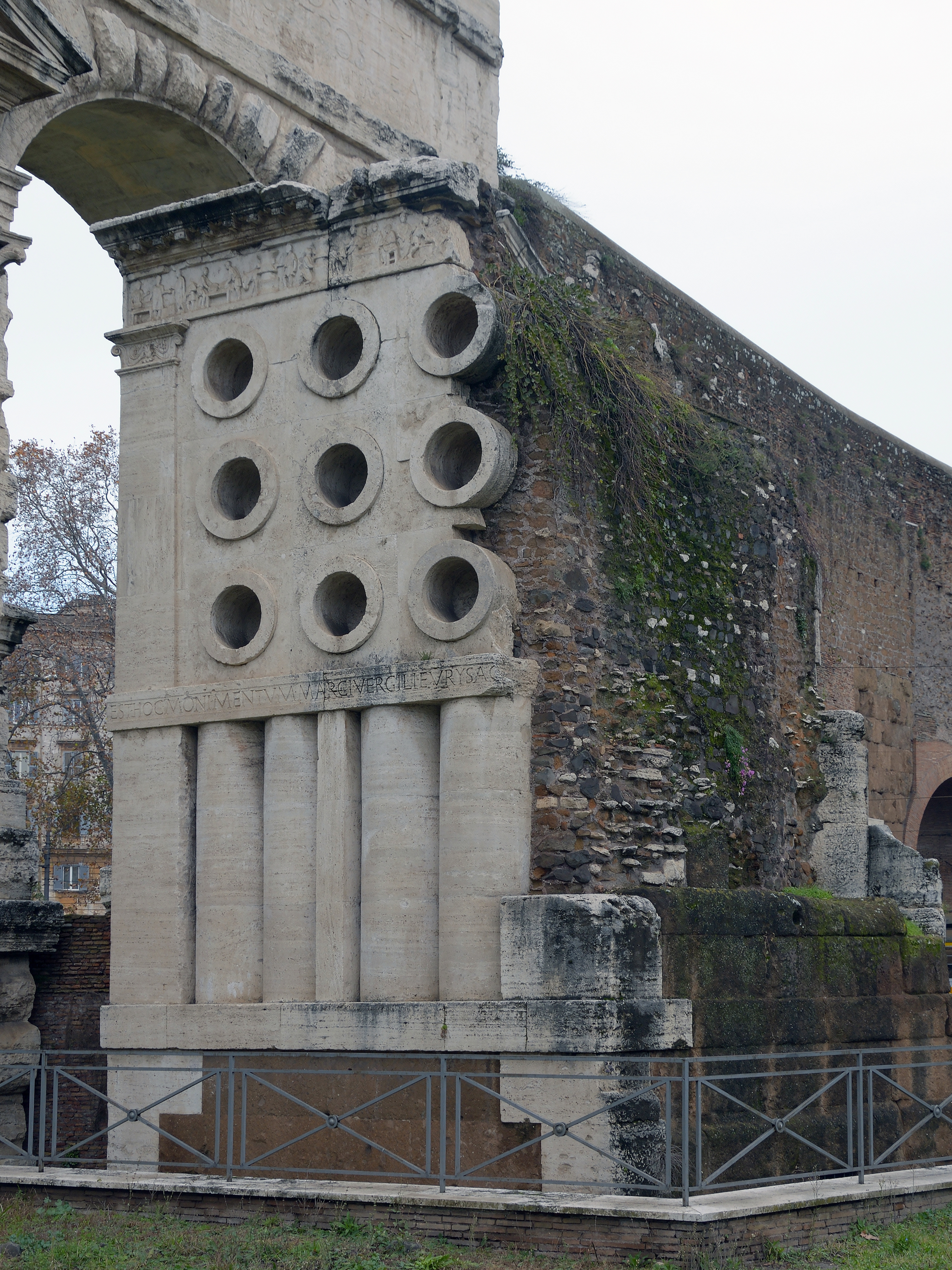
Eurysaces gravmonument vid Porta Maggiore i Rom. Till höger skymtar Aqua Claudia.

Eurysaces gravmonument är ett antikt gravmonument, som är beläget precis utanför Porta Maggiore i östra Rom. Monumentet, i vilket den välbärgade bagaren Marcus Vergilius Eurysaces, en frigiven slav, och hans hustru Atistia vilar, uppfördes år 30 f.Kr. Graven har formen av en bakugn och de stående cylindrarna och de runda öppningarna ska eventuellt föreställa degknådningsmaskiner. Monumentets fris har lågreliefer som visar bakandets olika faser. Bland annat visas hur mulåsnor drar två kvarnar samt hur mjölet siktas och sorteras i olika kvaliteter. Relieferna visar även hur brödet bakas ut, hur en bakugn fylls och hur brödet vägs upp och skickas ut.
Gravmonumentet uppvisar en ofullständig inskription:
EST HOC MONIMENTVM MARCEI VERGILEI EVRYSACIS PISTORIS REDEMPTORIS APPARET
I svensk översättning står det ”Detta är monumentet över Marcus Vergilius Eurysaces, bagare, entreprenör, statstjänsteman”.
Under kejsar Honorius (393–423) inlemmades gravmonumentet i ett befästningstorn. När detta torn revs 1838, kom monumentet i dagen. Gravens östra del är dock nästan helt förstörd.

## Bilder

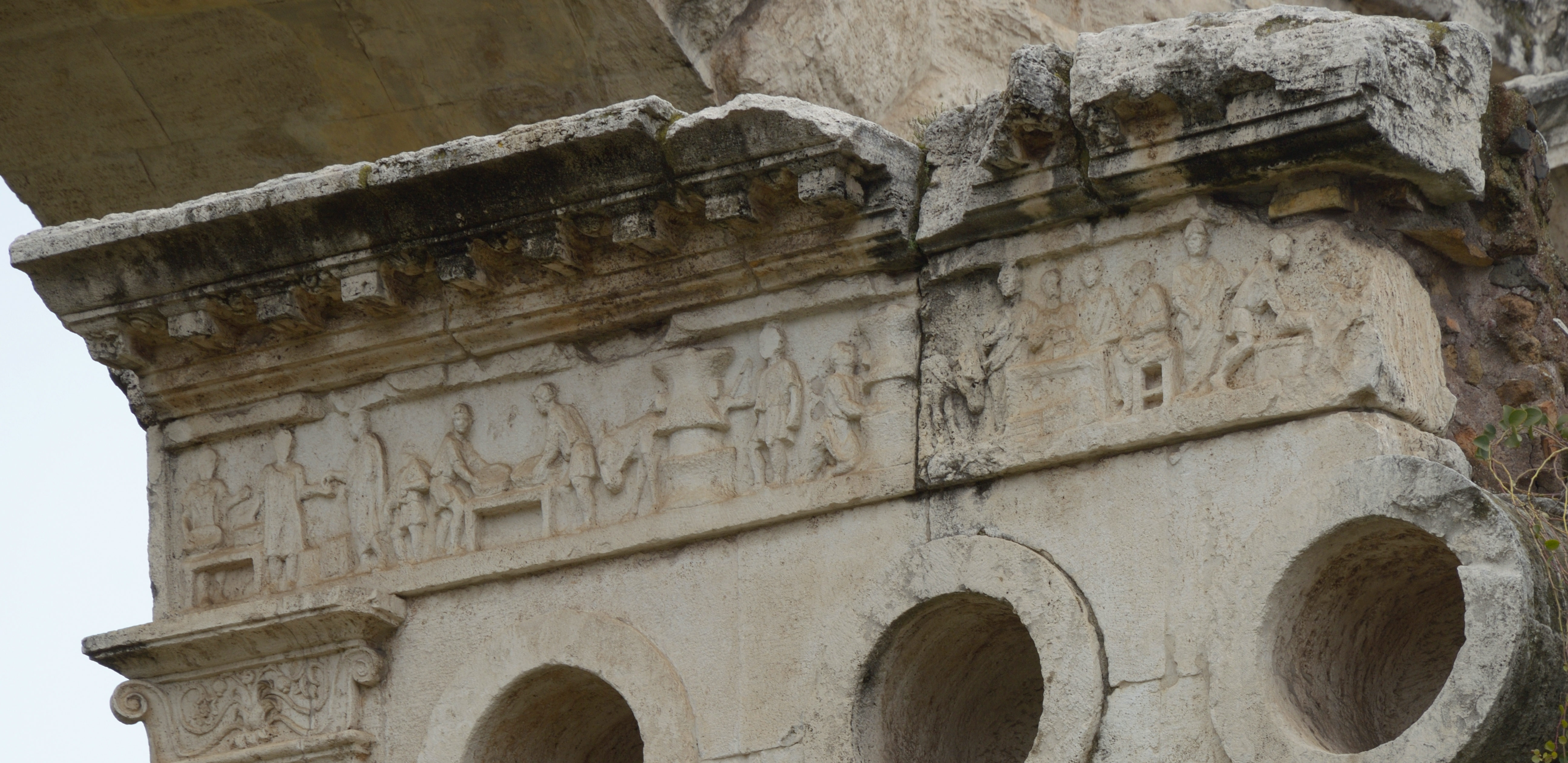
Monumentets fris med reliefer som framställer arbetet i ett bageri.
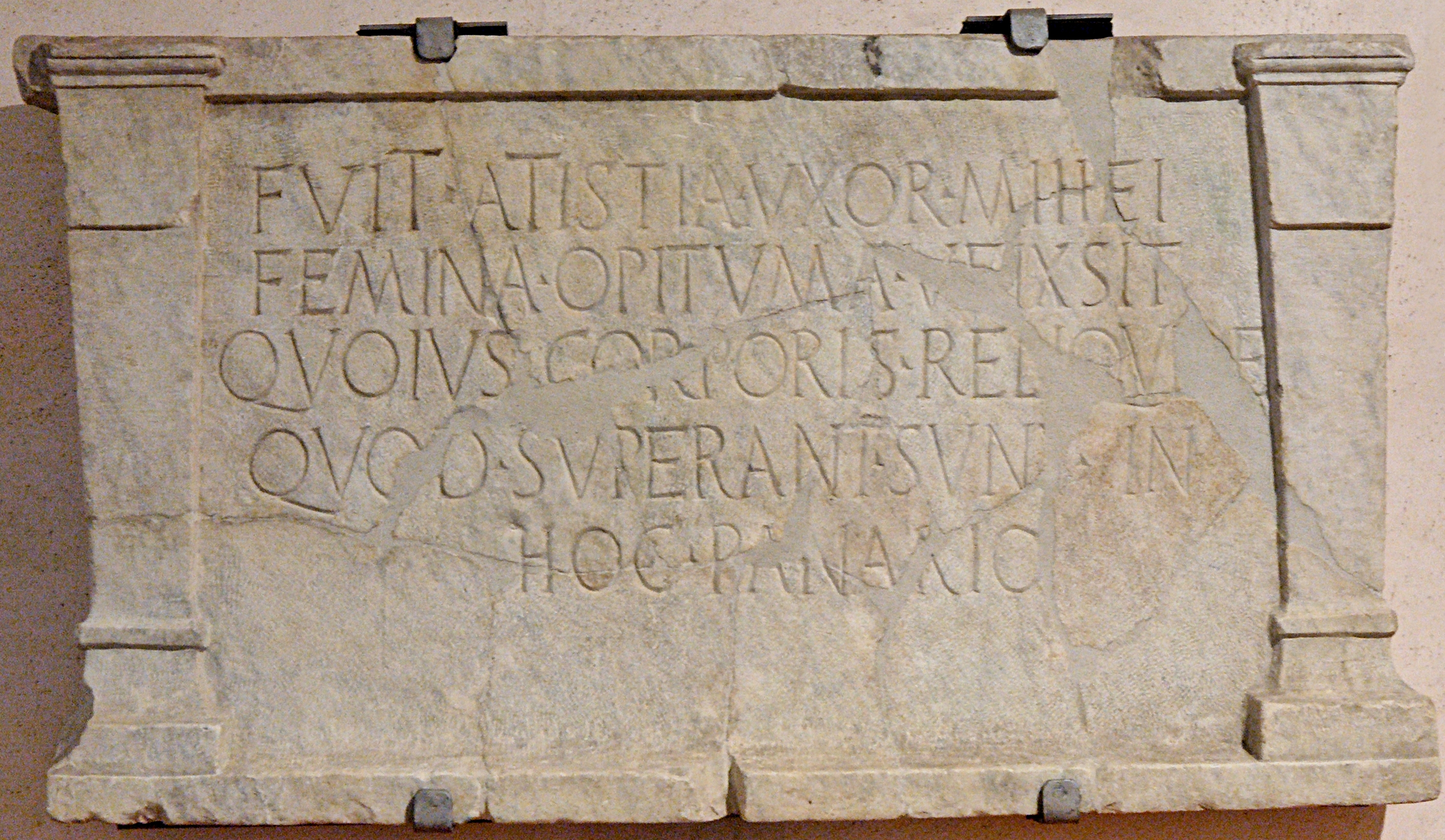
Gravstele från Eurysaces monument: FVIT ATISTIA VXOR MIHEI FEMINA OPITVMA VEIXSIT QVOIVS CORPORIS RELIQVIAE QVOD SVPERANT SVNT IN HOC PANARIO. (svenska: ”Atistia var min hustru. Hon var den bästa av kvinnor, vars kvarlevor finns i denna brödkorg”.)